# 莱茵河上游比辛根
莱茵河上游比辛根（德語：Büsingen am Hochrhein，德語：[ˈbyːzɪŋən am ˈhoːxʁaɪn]），简称比辛根，是德国巴登-符腾堡州康斯坦茨縣的一个市镇，在莱茵河的北岸，但實際上全境皆位於瑞士北部的沙夫豪森州境內，故也是德國在瑞士境内的一塊外飛地。该镇北部接壤瑞士沙夫豪森州，南部隔萊茵河與瑞士的蘇黎世州和圖爾高州相望。
比辛根是德國幾個飛地之一，另外的幾個飛地是由比利時的芬恩铁路分割造成的。對於瑞士來說，比辛根與義大利坎波內同為外國在瑞士境內的內飛地。

## 地理

比辛根的具体位置：绿色为瑞士领土，红色为比辛根，白色为其余德国领土

比辛根面积为7.62平方（2.94平方英里），是摩纳哥的四倍大。其与瑞士的边界有17.141（10.651英里）长，由123块石头构成。比辛根由这些石头與周邊的瑞士分界出來。最特別界碑是位於萊茵河河中間的“哈廷根”，又名“內倫堡石”，由Schrattenkalk石灰岩構成，邊長爲1.0到1.3 m 體積約爲1.5 m³。整塊碑石位於水平面下約1.5米處。最早於1453年有文獻記載這塊獨特的碑石。当地人称该镇为“石头宫殿（the glass palace）”。

### 群落结构
比辛根市包括比辛根的村庄和在施特默和瓦尔德海姆的房屋。Eggingen及Gluringen的原址也在该区域内。

## 歷史
在比辛根發掘出最早人類活動記錄，可以追溯到青銅器時代和哈爾施塔特期。古羅馬時期，從巴塞爾到博登湖的羅馬城墻也在比辛根附近經過。阿勒曼尼人征服這些防稟設施後，在萊茵河畔定居下來，並稱之爲Buosinga，意爲Boso人之地。今瑞士沙夫豪森州和小山上的聖米歇爾教堂，是在比辛根的諸聖修道院帶動下，逐漸發展起來的。
1090年，比辛根開始被文獻正式紀錄，其中提到了內倫堡伯爵在沙夫豪森將比辛根送給了諸聖修道院。

## 政治
当地教區議會由除市長外另外十人組成，其中四人爲女性（2009年6月和2012年5月）。選舉協會由國民、農民、商人自由選舉協會和工人、自由人自由選舉協會組成。
比辛根和蓋林根、戈特馬丁根組成了商议管理共同体。

### 市長
比辛根市長任期爲八年。
從1990年開始直到2012年6月30日， 贡纳尔·兰一直任職比辛根市長。从1980年開始，他在鄉鎮選舉中漸露頭角，並在1998年和2006年連任比辛根市長。他在2011年11月17日舉辦的教區議會中，宣佈2012年6月30日正式提前退休。
2012年4月22日開始首輪選舉，但並無候選人取得票數絕對多數，因此在同年的5月13日，開始第二輪選舉，以簡單多數計數。在這次的選舉中，Markus Möll當選新一任市長。兩次選舉中，參與投票的民衆數量佔當地選民总数的62%。

## 特殊安排

### 貨幣
比辛根乡镇是唯一的使用瑞士法郎作爲流通貨幣的德國地區（德國法定貨幣爲歐元）。到1980年代，德國馬克在比辛根的日常生活中也並不常用，甚至購買德國郵票仍需用瑞士法郎支付。最終当地通過法律，德國馬克（今改歐元）作爲官方貨幣，在支付中也必須接受；然而比辛根居民仍比較常用瑞士法郎支付——其中一個重要原因在于，该镇大多數人在瑞士工作，薪資以瑞士法郎结算。在市政預算和支出中，也是採用瑞士法郎記賬。

### 法律

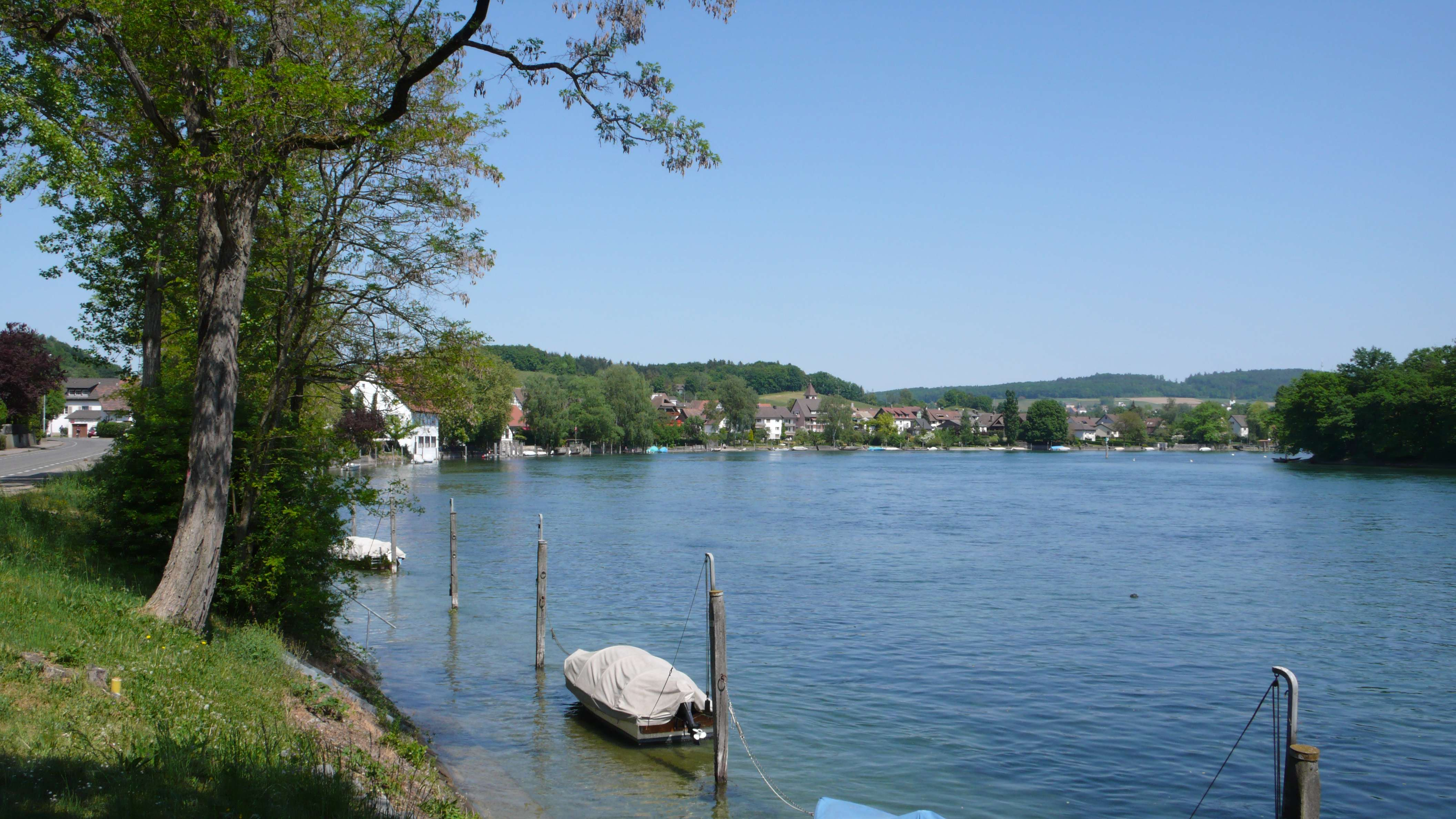
比辛根一瞥

1957年9月9日，德瑞雙方在瑞士羅加諾舉辦了雙邊會談，以解決雙方對比辛根共同管理的問題。5年後，1962年12月5日，雙方全權代表簽署了關稅草案。2年後，1964年11月23日，正式簽署了關稅法案。 法案由1967年10月4日，即初次會談的10年後正式生效。
法案規定，沙夫豪森州警察可以在比辛根獨立辦案，並將疑犯帶往瑞士審訊。維持治安的常駐警察數量，瑞士方面限制在每100居民10位，德國方面則爲每100居民3位。瑞士警察在其職權範圍內適用瑞士法律（海關，農業，餐飲行業等），其餘則歸德國警察管轄。
德國警察必須沿特定路線進入比辛根，並且禁止在瑞士境內進行公務行動。
比辛根實行瑞士海關經濟法律，但其中的例外是，直接稅（如所得稅）必須繳交德國政府。但當地人必須当地負擔較高的生活開支，卻繳交稅率比瑞士所得稅更高的德國所得稅；为此，在比辛根居住且稅卡在當地註冊的居民，相比於其他德國地區，可以獲得所得稅部分減免。然而，這項減免只能部分緩和問題，而不是從根本上解決問題。因此，過去很多比辛根居民遷居前往瑞士。
比辛根农民收到来自瑞士联邦补贴，这项补助比德国同类补助高。

### 學校
当地有一所幼稚園，其建筑于1987年开张，但到了1988年即已经人满为患。比辛根有一所包括四個年級的小學。畢業後，孩子必須前往瑞士或者德國繼續他们的學業。

### 郵政

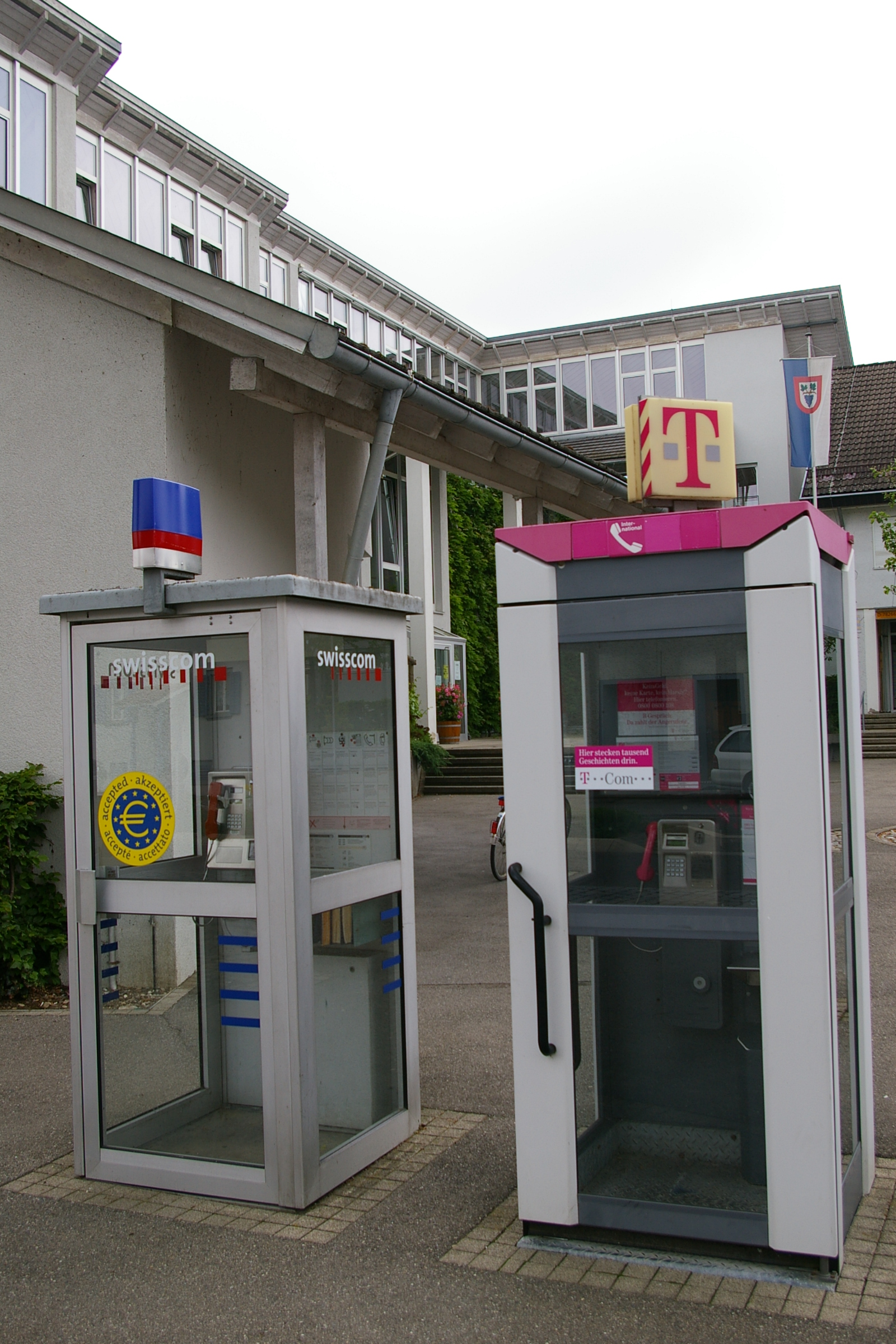
分別屬於瑞士和德國的電話亭

比辛根有一個德國郵局，但有兩個獨立的郵區編號——德國的78266 Büsingen和瑞士的8238 Büsingen (D)(參閱：德國郵編和瑞士郵編)，並可以使用德國或者瑞士的郵票。平信使用瑞士郵票寄往瑞士費用爲0.85瑞士法郎，而使用德國郵票則只需约0.70歐元，約0.66瑞士法郎（2012年1月數據）。

### 電信
比辛根可使用德國的+49或瑞士的+41國際電話區號。在郵局門口同時座落着德國電信和瑞士電信的電話亭。

### 汽車號牌
根據國家條約，比辛根的車牌號碼是“BÜS”，雖然其所在的康斯坦茨地區使用的是“KN”。使用“BUS”號牌，減輕了瑞士海關工作人員的壓力。而懸掛“BÜS”號牌的汽車，進入瑞士境內後，將視作瑞士機動車。

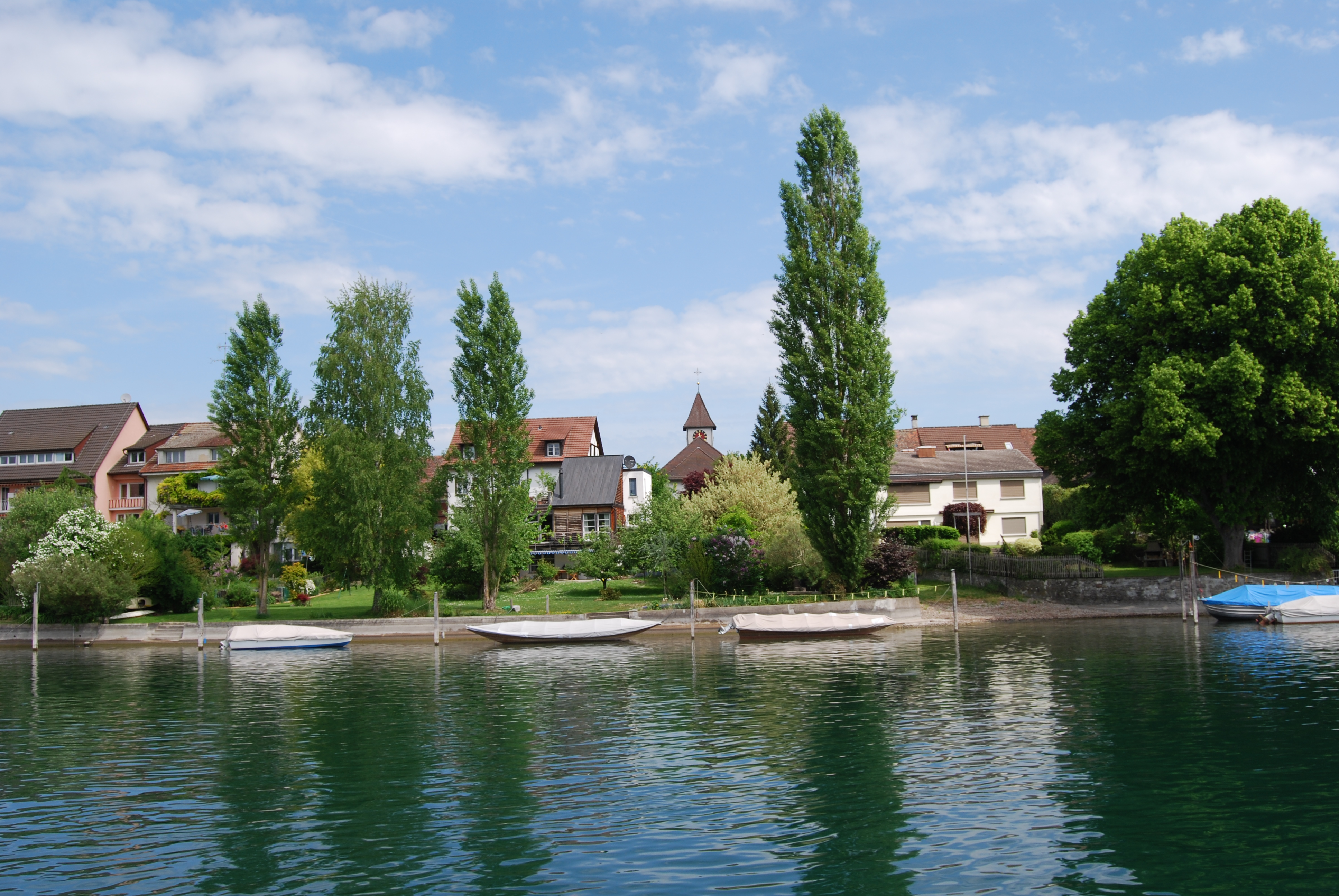
眺望比辛根

現在只有少數帶有“A”的“BÜS”號牌。此外，帶有“Z”的號牌，並未在瑞士上稅，最多只能使用二年。在德國車牌自由化之後，舊號牌必須進行換發，而比辛根是極少數幾個仍允許發舊號牌的地區。

## 時區

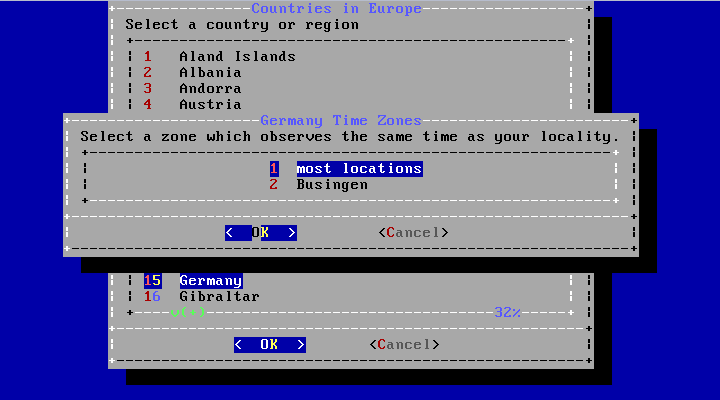
歷史上比辛根曾使用獨特的時區。圖爲安裝FreeBSD時時區選項.

1980年，聯邦德國引入了夏令時，而瑞士在1981年才使用夏令時。比辛根在法律上是使用瑞士的時間，因此在夏天，比辛根使用中歐時間，而德國則使用中歐時間夏令時。 雖然比辛根只在特定年代使用了與德國本土不同的時間；在電腦領域，如在通用語言環境數據庫中的時區數據庫中，也將德國本土與比辛根的時間分別管理。

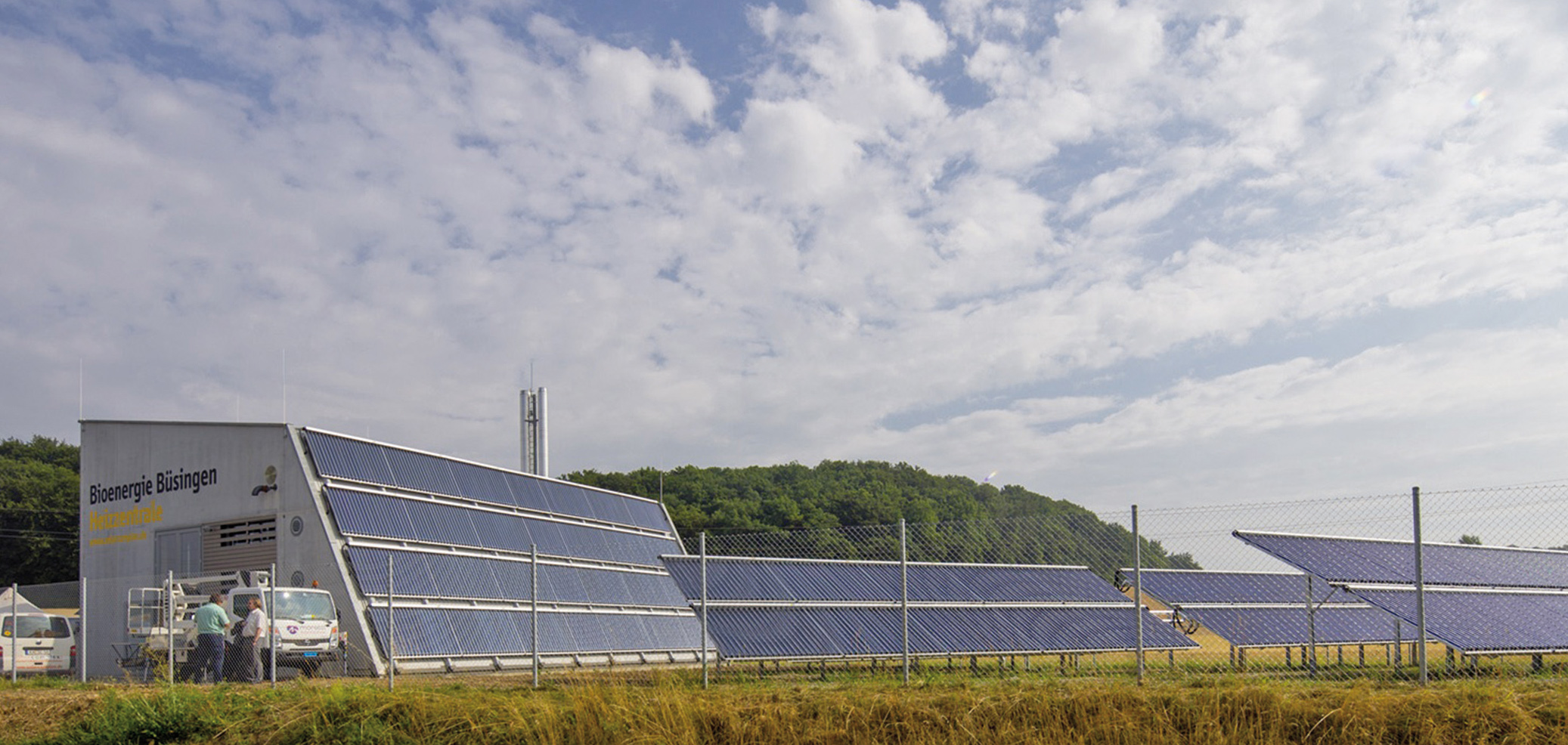
Büsinger Heizzentrale mit Röhrenkollektoren

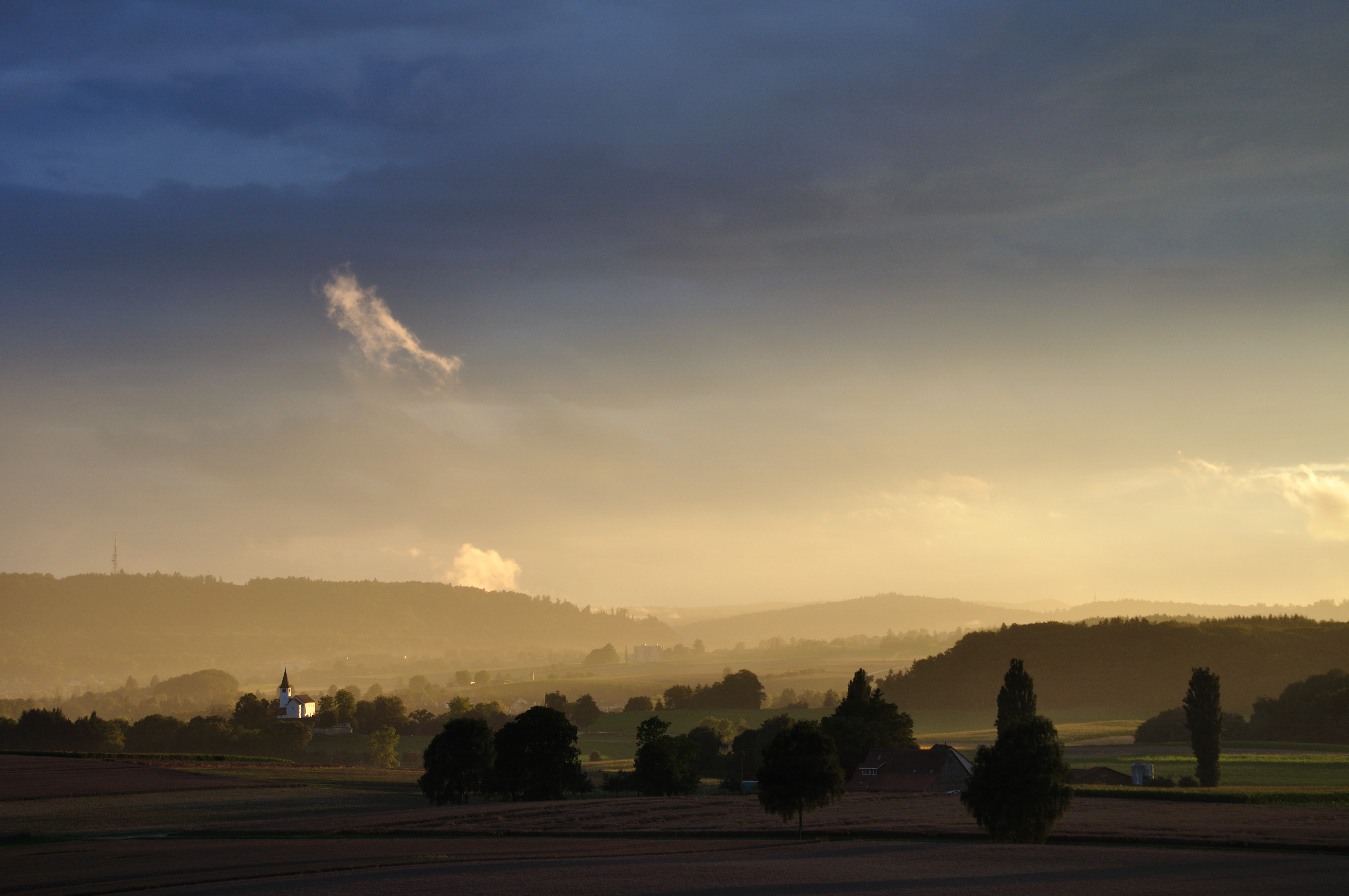
從聖米歇爾教堂眺望

## 體育
当地联赛俱乐部比辛根足球俱乐部是唯一参加瑞士足球联赛系统的德国球队。

## 荣誉公民
- 奥托·魏斯，前市长
- 奥威·盖特，前议员